# St. Faith’s

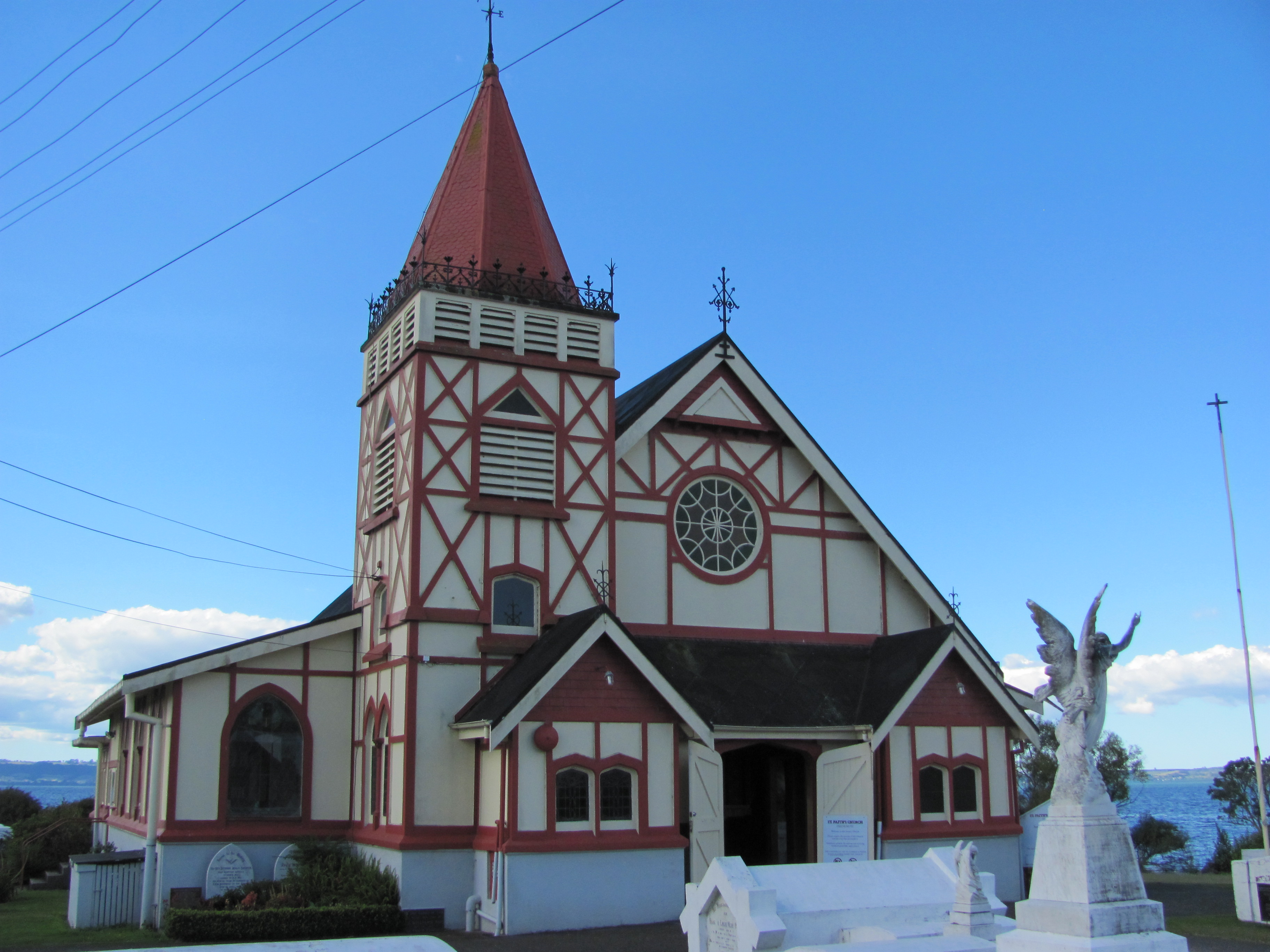
St. Faith’s, Rotorua. Haupteingang von Nordwesten

St. Faith’s ist die  anglikanische Kirche der Ortsgemeinde des Stadtteils Ohinemutu von Rotorua in Neuseeland.

## Geografische Lage
Die Kirche liegt nördlich des Stadtzentrums von Rotorua im Stadtbezirk Ohinemutu unmittelbar am Ufer des Rotorua-Sees und gegenüber dem Kultur-Zentrum der in Ohinemutu lebenden Maori.

## Geschichte
Der erste christliche Gottesdienst im Bereich des heutigen Rotorua wurde am 30. Oktober 1831 in Ohinemutu gehalten. Eine erste Kirche für den heutigen Gemeindebereich wurde 1835 zusammen mit einer Missionsstation errichtet, aber schon im folgenden Jahr bei einem Stammeskonflikt der Maori wieder zerstört.
Eine zweite Kirche wurde 1885 errichtet. Sie trug die Bezeichnung Te Hahi o Te Whakaono / The Church of the Faith. Sie war das erste dauerhafte Kirchengebäude im Bereich von Rotorua.
Diese zweite Kirche war nach 25 Jahren zu klein geworden. Ab 1910 wurde deshalb die heutige Kirche als dritte Kirche der Gemeinde errichtet und 1918 geweiht. 1965 wurden vier weitere Gemeinden in Rotorua mit der von Ohinemutu zusammengefasst. Deshalb musste die Kirche in den folgenden Jahren um ein Seitenschiff, die „Galilea-Kapelle“, erweitert werden.

## Gebäude

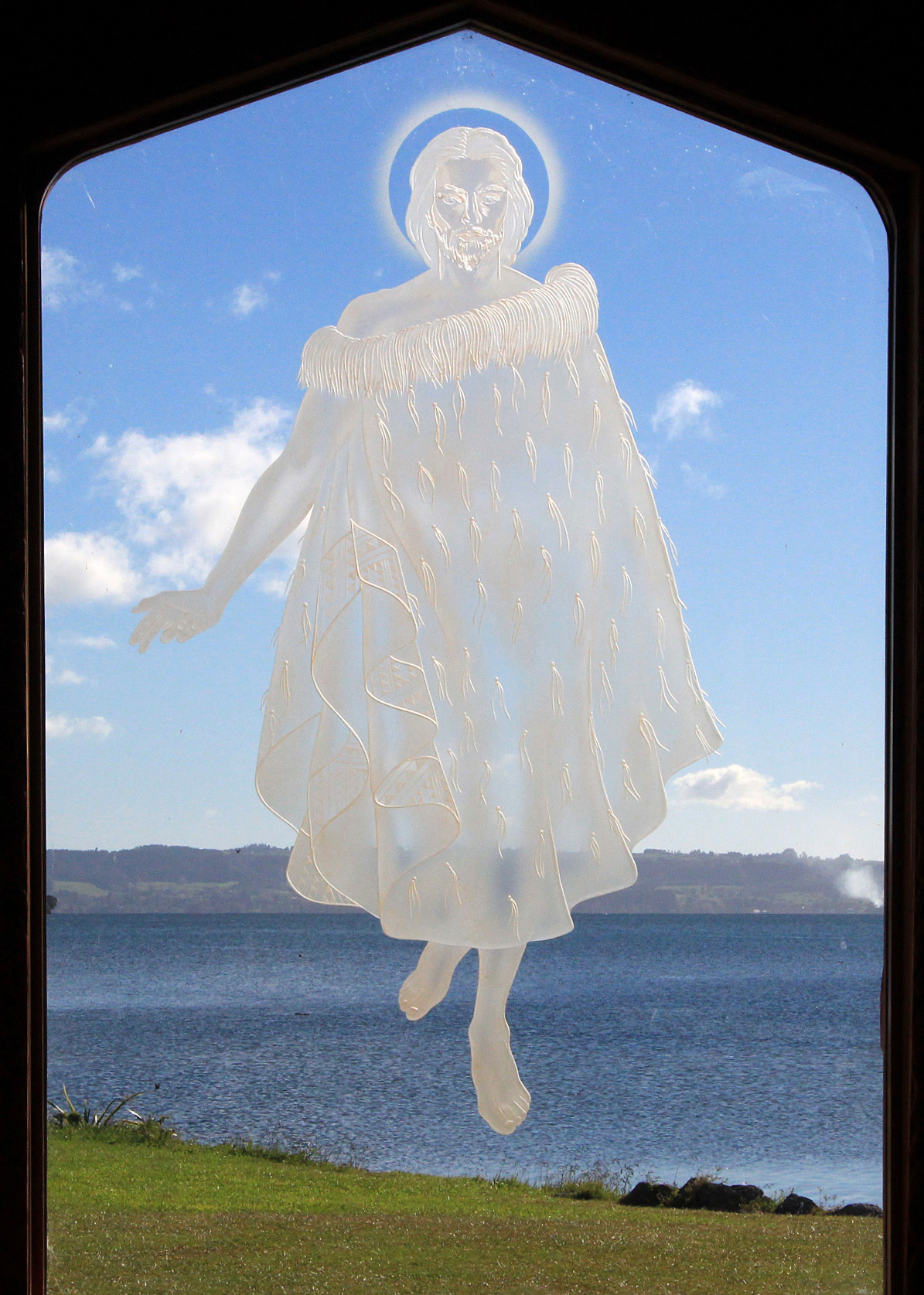
Jesus als Maori-Häuptling im Fenster der Galiläa-Kapelle

Das Äußere der Kirche erhielt 1910 eine Fachwerk-Architektur mit Anklängen des Tudorstils. Das Innere dagegen wurde weitgehend der Maori-Architektur eines whare runanga (Versammlungshaus) angeglichen, mit geschnitzten vertikalen tragenden Elementen, deren Zwischenräume im Wandbereich mit geflochtenen Matten (Tukutuku) im traditionellen Stil verkleidet sind. Auch der Dekor der Ausstattungsstücke wurde weitestgehend in Maori-Stil ausgeführt. So ist die Kanzel ebenfalls mit geflochtenen Matten (Tāniko) verkleidet. Bei der Erweiterung der Kirche 1965 bis 1967 wurde auf die überkommene Ausstattung Rücksicht genommen und insbesondere das Innere im Maori-Stil ergänzt. Sechs neue, geschnitzte Stützen kamen hinzu als im Süden des Kirchenschiffs – zu diesem offen – die Galiläa-Kapelle angefügt wurde. Auch die Wandverkleidung wurde erneuert. Die Galiläa-Kapelle wurde ebenfalls im Maori-Stil ausgeführt. Ihre östliche Wand besteht überwiegend aus einem Klar-Glas-Fenster, durch das der Rotorua-See zu sehen ist. Auf dem Glas ist lebensgroß die Figur von Jesus sandgestrahlt eingeschliffen. Das ergibt für den Betrachter, der in der Galiläa-Kapelle steht, den Eindruck, als laufe die Figur des Jesus über das Wasser des Sees – eine Anspielung auf ein im Matthäus-Evangelium berichtetes Ereignis. Die Figur ist in Nazarener-Stil ausgeführt. Sie trägt einen Häuptlingsmantel der Maori (Korowai), aus Kiwi-Federn mit einer geflochtenen Einfassung (Taniko). Ursprünglich war der Schliff farbig hinterlegt. Die Farbe wurde aber zwischenzeitlich entfernt, um den kitschigen Eindruck, den das hinterließ, zu vermeiden.

## Wissenswert
Zu der Kirche gehört ein Friedhof. Da die Kirche unmittelbar in einer vulkanisch sehr aktiven Zone liegt – unmittelbar neben der Kirche treten Dämpfe aus Erdspalten aus – werden die Toten hier nicht in der Erde, sondern in Beton-Sarkophagen oberirdisch bestattet.